# 도쿄도 역사문화재단
도쿄 도 역사 문화 재단(일본어: 東京都歴史文化財団 도쿄토레키시분카자이단[*])은 도쿄 도 생활 문화 스포츠국이 관리하는 재단법인이다. 1982년에 설립된 도쿄 도 문화 진흥회와 1990년에 설립된 도쿄역사 재단이 1995년 통합하여 생긴 재단이다. 2006년을 기준으로 다음과 같은 시설이 관리, 운영하고있다.
- 도쿄 도 정원미술관
- 에도-도쿄 박물관
- 에도-도쿄 건축박물관
- 도쿄 도 사진미술관
- 도쿄 도 현대미술관
- 도쿄 도 미술관
- 도쿄 문화 회관
- 도쿄 예술 극장